# ミケーレ・アルボレート
ミケーレ・アルボレート（Michele Alboreto, 1956年12月23日 - 2001年4月25日）は、イタリアミラノ出身のレーシングドライバー。F1やル・マン24時間レースなどで活躍した。

## 経歴

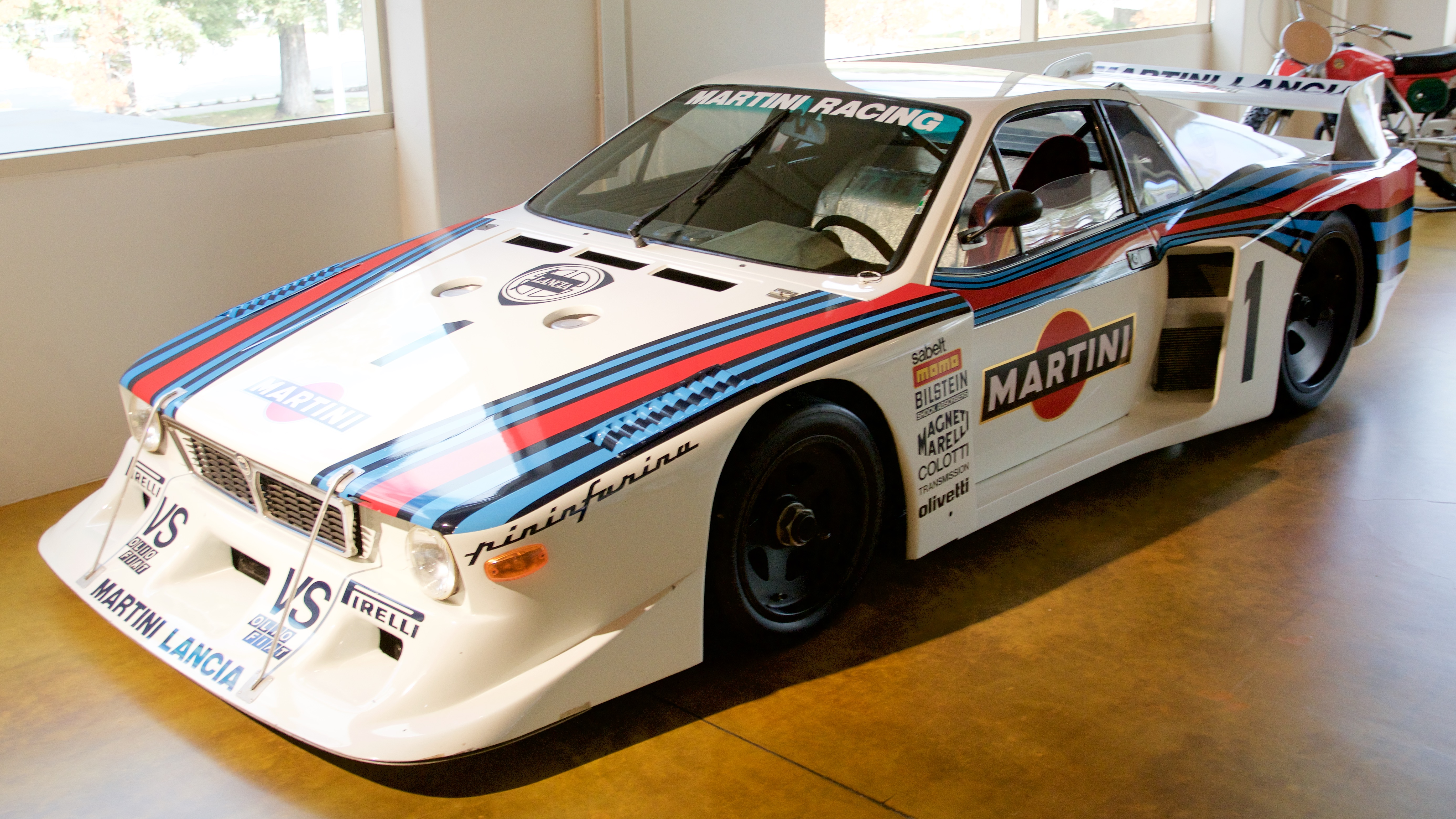
ランチア・ベータ・モンテカルロ (1981年)

### ジュニアフォーミュラ - スポーツカー世界選手権
1976年、19歳の時にモンツァ・サーキットで行われたフォーミュラ・モンツァに友人の作った車で初出場しキャリアがスタートした。1978年になるとイタリア・F3選手権にマーチ・トヨタで参戦開始。1979年に3勝を挙げランキング2位となる。同年はヨーロッパ・F3選手権にも進出し、翌1980年までに4勝と3度のポールポジション（PP）獲得など成功をおさめ、ティエリー・ブーツェンやコラード・ファビ、フィリップ・ストレイフらを破りシリーズチャンピオンを獲得した。ランチアの認める新しい才能としてランチア・ワークスより声がかかり同年よりフォーミュラと並行してスポーツカー世界選手権（WEC）にランチア・ベータ・モンテカルロで参戦することになった。

### フォーミュラ2
1981年からヨーロッパ・F2選手権にステップアップし、ミナルディから参戦。第7戦ポー市街地コースで初PP獲得、第11戦ミサノで優勝を果たす。同年、若い才能の発見に長けるケン・ティレルからF1デビューのチャンスを与えられた。

### ティレル時代
1981年

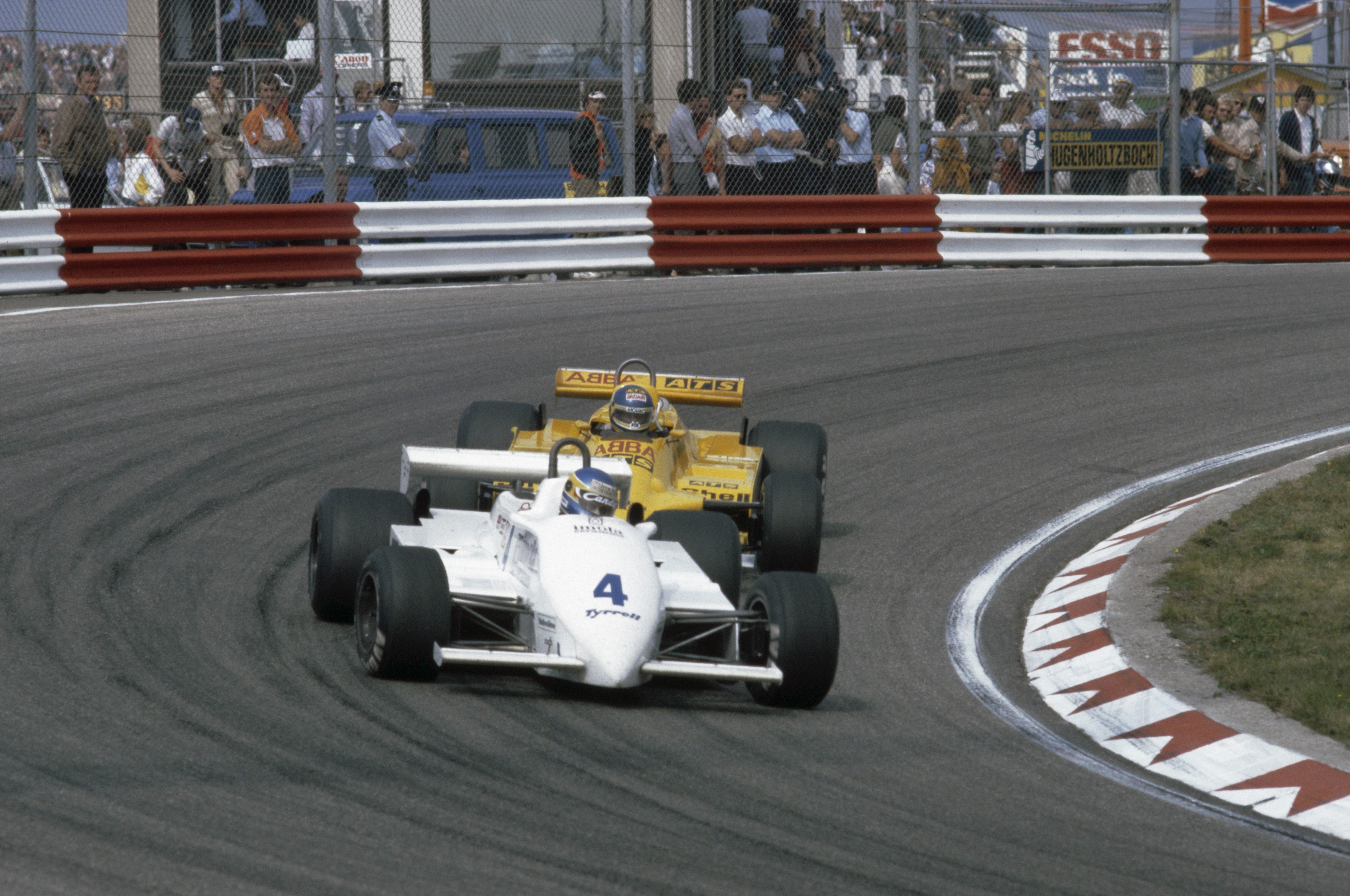
ティレル時代（1981年オランダGP）

ヨーロッパ・F2選手権に参戦中だった1981年、ティレルのF1シートを得て第4戦サンマリノグランプリでデビューすることになった。チームは新型マシンの製作が遅れ、旧作010での参戦となっており、リタイアが多く予選落ちも経験したが、第12戦オランダグランプリでチームメイトのエディ・チーバーから3戦遅れでようやくアルボレート用の新車011が投入され、9位（DNF完走扱い）の同シーズン最高成績を出した。マルティーニ・ランチアから出場したWECではリカルド・パトレーゼとのコンビでワトキンス・グレン6時間レースを制覇した。
1982年
ティレルは資金不足だったが、011のサスペンション構造変更や軽量化により信頼性は改善され、成績は上向く。第2戦ブラジルGPで4位に入り、F1初入賞。続くアメリカ西GPでも4位に入ると、第4戦サンマリノGPでは3位入賞、3戦連続のポイント獲得と共に初表彰台を達成した。その後何度かの入賞を経て、最終戦ラスベガスGPでF1初優勝を飾った。この勝利を見たエンツォ・フェラーリは、「フェラーリにイタリアンを乗せれば、イタリア中のファンやマスコミによる過度のプレッシャーでそのドライバーをつぶしてしまう」という自身のポリシーに背いてでもアルボレートを獲得したいと思うきっかけになったという。ランチアのワークス・チームであるマルティーニ・レーシングからランチア・LC1で出場したWECでは、パトレーゼやテオ・ファビ、ピエルカルロ・ギンザーニとのチームで出場した3戦すべてで優勝、スポット参戦であったが選手権ランキング5位となった。
1983年
参戦マシンは引き続き011であり3シーズン目の使用となったが、レギュレーション変更によるフラットボトム化、フロントウィング装着によるサイドポンツーンの小型化などがマッチングし011は戦闘力を維持できていた。またチームをベネトンがメインスポンサーとして支援し運営資金面も充実していた同年は、第7戦デトロイトGPで優勝しF1での2勝目を挙げる。この勝利は、フォード・コスワース・DFVエンジン（スペックは進化バージョンのDFYエンジン）の最後のF1勝利（通算155勝目）であるとともにティレル最後のF1勝利(通算23勝目)でもある。これを含め入賞は2回、リタイヤは15戦中8回と完走率は低かったが、チームメイトのダニー・サリバンよりも好結果を出し、ターボエンジン化の波に乗り遅れていたティレルでの活躍は高く評価された。エンツォ・フェラーリも前年から引き続き高評価していた一人であり、正式オファーを受けてスクーデリア・フェラーリへの移籍が決定。1973年のアルトゥーロ・メルツァリオ以来となる久々のイタリア人フェラーリドライバー誕生に、地元の期待は高まった。なお、ランチアからのWEC参戦はフェラーリ加入によりこの年で終了となった。

### フェラーリ時代
1984年

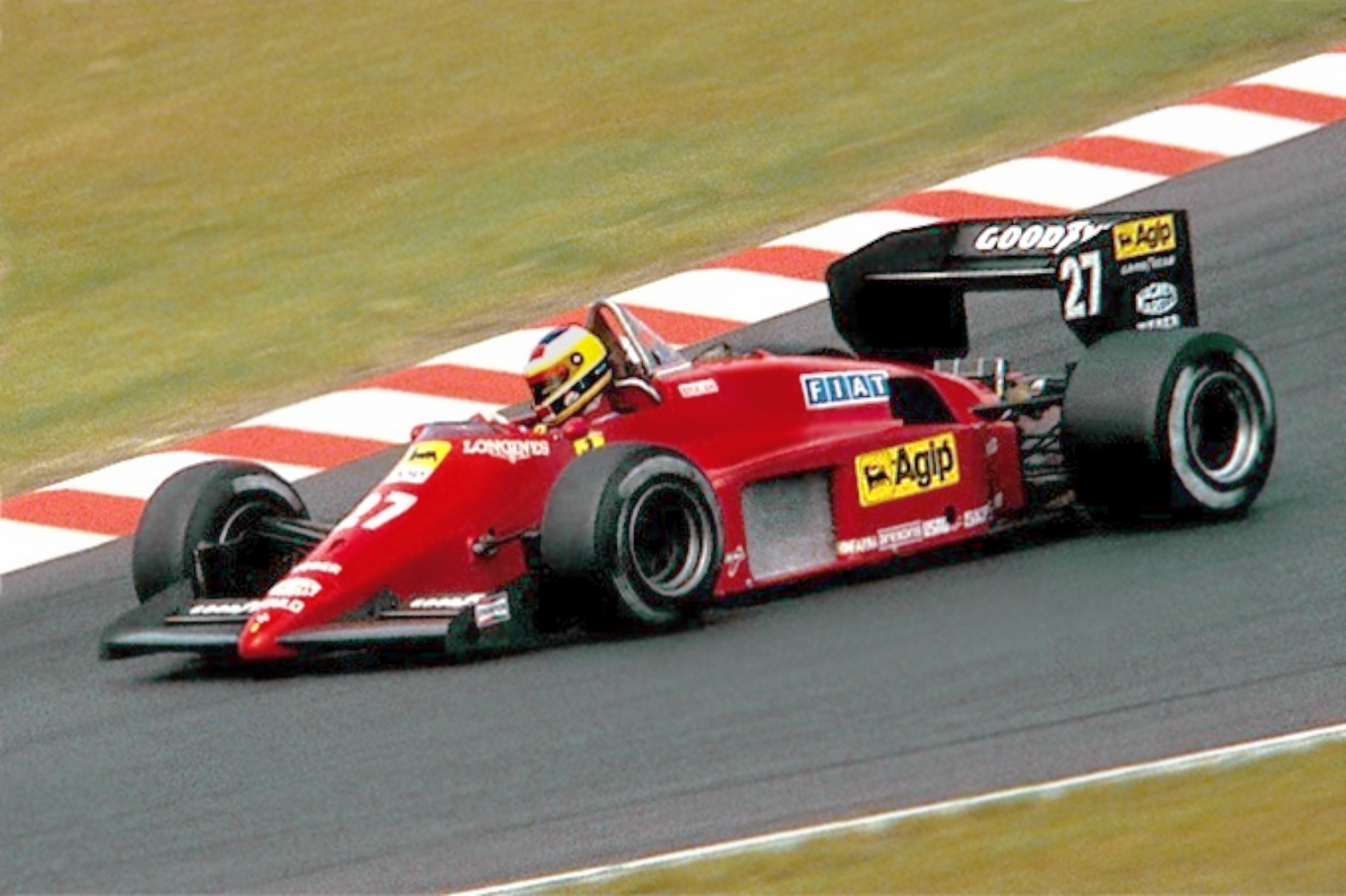
フェラーリ時代（1985年ドイツGP）

名門の一員となったアルボレートは、第3戦のベルギーGPで初のポールポジションを獲得、決勝でも独走でフェラーリでの初優勝（通算3勝目）を挙げる。この年は16戦中8回のリタイヤを喫すが、6度の入賞を記録してドライバーズランキング4位に食い込み、在籍2年目だったチームメイトのルネ・アルヌーを上回り、フェラーリのエースとなった。イタリアのファンからの支持を得ることにも成功し、往年の名ドライバーアルベルト・アスカリの再来と呼ばれるなどティフォシ達の人気者になった。
1985年
マクラーレンのアラン・プロストとチャンピオン争いを繰り広げ、F1生活でのハイライトと言われる年となった。アルボレートは第9戦ドイツGPでシーズン2勝目を挙げ、ランキングトップに立ち、この時点ではアルボレートも「タイトルを絶対獲れると思っていた」という。しかし、第11戦オランダGPにてプロストに逆転を許した。その後アルボレートは、それまで2度のリタイアを除いて全てのレースで表彰台と安定していた成績が突然乱れ、最終戦まで5戦連続ノーポイントに終わった(リタイア4回)。この失速の原因を1992年に受けた取材でアルボレート自身が説明しており、フェラーリとマクラーレンは共に西ドイツのキューンレ・コップ&カウシュ（KKK）のターボチャージャーを使用していたが、マクラーレンのエンジンサプライヤーであるポルシェが、同国メーカーであるKKKに対して「イタリアのフェラーリに加担しないで」と圧力をかけているという情報を知ったエンツォ・フェラーリが激怒。即時にKKK製ターボの使用中止を命令し、チームマネージャーのマルコ・ピッチニーニはターボチャージャーをアメリカのギャレット・モーションに変更する決定をした。この変更はエンジンにも大きな仕様変更が必要で、新システムとのマッチングは当然時間を必要とするものだった。このターボ変更によってチャンピオンはわたしから消えてしまった、と述べている。このシーズン終盤の失速により、ランキングは2位に留まった。このドライバーズチャンピオンシップ2位はキャリアピークの成績となった。
1986年
チームが低迷期に入り、フェラーリ・F186もエンジンパワーで劣り戦闘力を欠いた同年は入賞4回、2位表彰台が1回。ランキングでもチームメイトのステファン・ヨハンソン（ランキング5位）を下回る8位に終わった。開幕直後からフェラーリの戦闘力のなさに失望したアルボレートは、早々と第7戦デトロイトGP開催期間からフランク・ウィリアムズと本格的な移籍交渉を開始し、ウィリアムズ・ホンダ内で不仲となっていたネルソン・ピケとナイジェル・マンセルのどちらかが移籍することになった場合はアルボレートがウィリアムズに行くことで合意に達していたが、この時はピケ・マンセルとも残留となったため話は無かったことになりフェラーリ残留となった。
1987年
完走できれば入賞・表彰台を獲得でき、高い性能を有していたがシーズン中盤までは熟成不足だったフェラーリ・F187のトラブルによるリタイアも多く、8戦連続リタイヤを含む10度のリタイヤを喫した。マシンの熟成が進んだ終盤に2連勝したチームメイトゲルハルト・ベルガーが台頭、2年連続でランキングでチームメイトに敗れる（ベルガー5位、アルボレート7位）など、エンツォ・フェラーリの存在が無ければエースドライバーの座が危うくなりつつあった。しかしベルガーはアルボレートに一目置いており、日本GPでの優勝は予期していたか？と問われた際には「もしミケーレがスタートを失敗していなければ（アルボレートはスタートでストールし最後方に転落していた）、彼との戦いになったはずだ。予選を終えた段階で彼か僕のどちらかが勝つだろうという予感はあったが、僕が前とは限らないと思っていた。」とシーズン後のインタビューで述べている。
1988年
マクラーレン・ホンダMP4/4の圧倒的な強さにフェラーリは歯が立たず。8月にはエンツォ・フェラーリが91歳で死去。その直後の開催となった第11戦ベルギーGPではアルボレートはレース序盤からマクラーレンのプロストとセナに食いつき3位を走行し続け、レース終盤35周目までその位置をキープする亡きエンツォに捧げる力走を見せたが、ターボエンジンが白煙を吹きコース脇にストップ。マシンを降りたアルボレートが悔しさから手に巻いていたテーピングを剥がし投げつける様子がTVカメラで映し出されており、サーキット内のプレスルームでは「あの紳士的なアルボレートがこんなに悔しそうにするとは」と驚きの声が上がったという。第12戦イタリアGPでは優勝したベルガーに次ぐ2位でフィニッシュし、フェラーリのモンツァでの1-2フィニッシュに貢献。ファステストラップも記録している。
エンツォ・フェラーリ死去後は成績でリードしていたベルガーがフェラーリのエースとなり、アルボレートはデザイナーのジョン・バーナードとの対立が深刻化（フェラーリ・639のシャシーコンセプトとセミオートマチックトランスミッションをめぐってバーナードと大喧嘩した、と自身で語っている）。チームは新たにナイジェル・マンセルと契約。アルボレートはこの年限りでフェラーリを離れた。ウィリアムズ、ブラバム、オニクスと交渉したが合意に至らず、ティレルへの復帰を最有力に年末を迎えた。

### ティレルへの復帰　ラルースへのスポット参戦
1989年
古巣のティレルに6年ぶりに復帰する。しかし契約金等はなく、個人スポンサーであるタバコブランドのマールボロからの支援と獲得賞金の何パーセントかが手に入るだけだった。この年ティレルはハーベイ・ポスルスウェイトの手による非力ながらも洗練されたマシン、ティレル・018を使用。サンマリノGPは予選落ちとなったが、モナコGPで5位入賞、第4戦メキシコGPでは3位表彰台を射止めた。
このころ、足の故障が悪化したジョニー・ハーバートの解雇を考えていたベネトンから移籍の誘いを受ける。しかしベネトン側が資金の持ち込みを要求したことから交渉が難航。ティレルは第7戦フランスGPからチームスポンサーにタバコブランドのキャメルが入り、アルボレートの個人スポンサーであるマールボロとバッティングするようになったこと、ベネトンとの交渉の話が外部に洩れたことなどから、ケン・ティレルはドライバーに新人ジャン・アレジを起用、ベネトンもエマニュエル・ピロと契約したことからシートを失ってしまう。
その後2戦欠場を経て、スランプに陥っていたヤニック・ダルマスの後任を探していたラルースのチーム代表・ジェラール・ラルースから声が掛かり、第9戦ドイツGPからラルース（ローラ・LC89 29号車）のシートを得た。ラルースはキャメルからの支援を受けていたことから、個人スポンサーとして長年支援を受けてきたマールボロとの契約を打ち切ってのラルース加入であった。完走は第13戦ポルトガルGPの1回に留まった(11位)。4回のリタイヤを喫し、ラスト3戦は決勝に進むことができなかった。特にスペインGPとオーストラリアGPは、予備予選すら通過出来ずに終わっている。
こうしてシート獲得に苦労した一年となり、不安定な状況を繰り返したくないと前年より早めに数チームと来季シート交渉を進め、ここ数年は常に複数回入賞し安定感のある中堅チームであったアロウズに「1stドライバーとして」契約、第14戦スペインGPの時点で来季体制を確保し復活を期した。

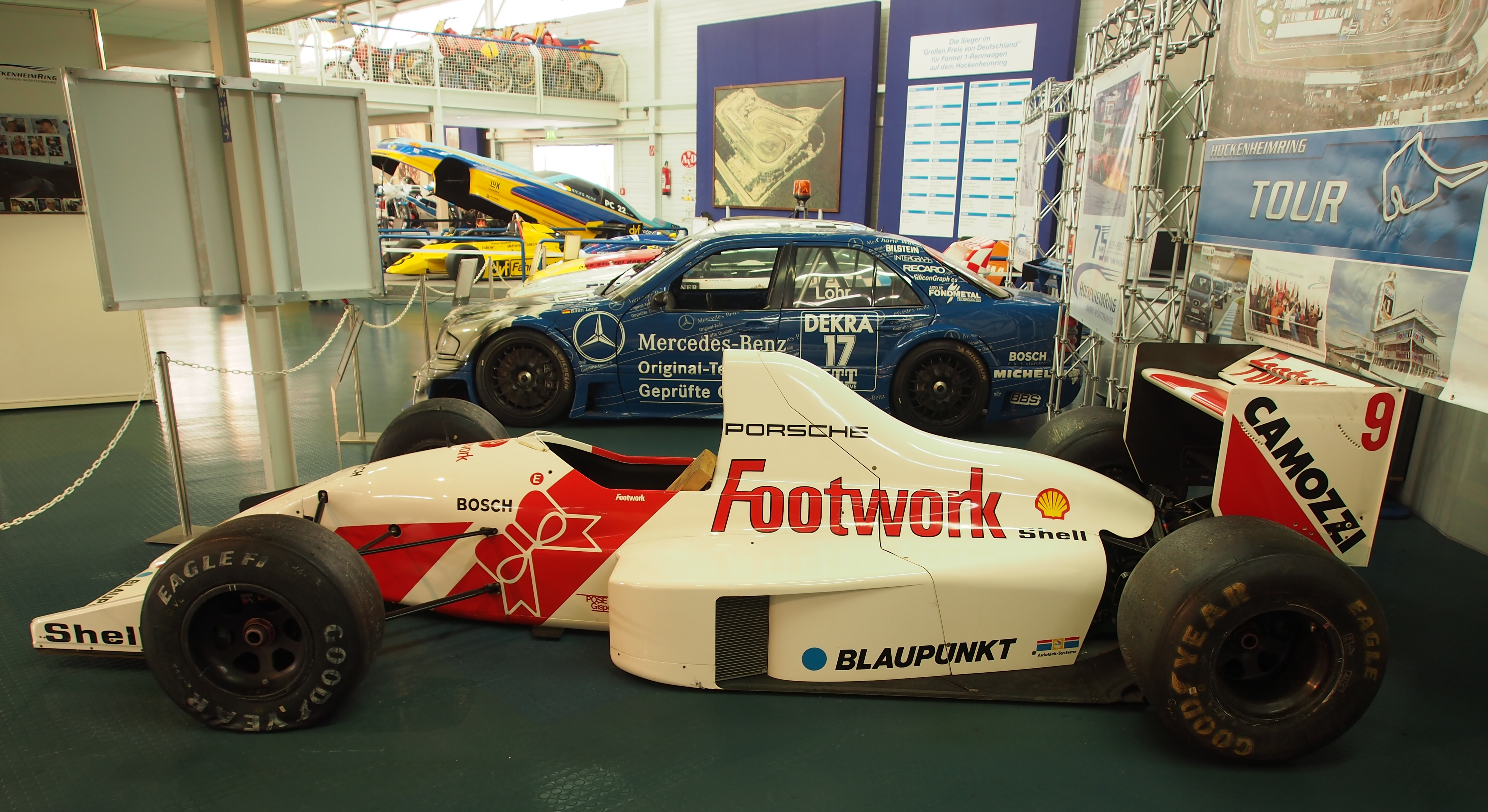
フットワークA11C ポルシェ（1991年）

### フットワーク時代
1990年
アロウズにNo.1ドライバーとして移籍加入。チームメイトはイタリアの若手アレックス・カフィとなった。日本の運輸会社「フットワーク」がメインスポンサーとなりチームの財政基盤の安定が期待されたが、トップチームと比して非力な存在となっていたDFR・V8エンジンと、前年度シャシーの熟成版であったアロウズ・A11Bは戦闘力が低く、カフィ共々3度の予選落ちも喫した。全16戦中8戦で完走を果たしたが、カフィがモナコGPでサバイバルレースを生き残りポイントを獲得したのに対し、アルボレートの最高位は9位で入賞には遠いシーズンとなった。
1991年
鳴り物入りでのF1復帰となるポルシェのワークスV12エンジンを獲得し、斬新なフロントノーズを持つニューマシン「FA12」に多大な期待が掛けられたが、このV12エンジンは重量が非常に重いだけでなく、パワーや信頼性も欠けており、開幕戦から予選通過にも苦労するテールエンドでの戦いが続いた。序盤の6レース限りでポルシェエンジンを諦め、第7戦からは前年使用していたフォードDFRエンジンを搭載する事態となった。「ポルシェV12用に設計したのにV8エンジンを載せてるから重量配分がめちゃくちゃ」とアルボレートがマシンを語る状況で、シーズン終盤に2度完走するに留まり、豪雨のため中断終了となった最終戦オーストラリアGPで記録した13位が最高成績と散々なシーズンに終わった。シーズン前半の成績が低調だったため、同年後半から予備予選の出走義務が課され、1989年のラルース時代以来2年ぶりの予備予選不通過（ベルギーGP）の屈辱も味わった。予備予選落ち(ラルースでの2回を含め通算3回)の経験があり、なおかつF1優勝経験のあるドライバーは、アルボレートが唯一である。
1992年
チームは新たに無限ホンダV10エンジンを獲得し、新シャシー「FA13」での参戦。フットワーク社がF3000時代から支援する鈴木亜久里がチームメイトとなった。フットワーク大橋渡オーナー肝いりである亜久里は複数年契約での加入であり、実質上ファーストドライバー待遇であったため、フットワークには1台が昨年後半に続き予備予選の出走義務を課されていたが(アンドレア・モーダの欠場により1、2、8戦目の予備予選は中止)、予備予選出走はアルボレートの担当となった。前年より明らかに速いマシン及びアルボレート自身の好調で予備予選は全戦通過。亜久里がリタイアや予選落ちをする中、アルボレートは第3戦ブラジルGPで6位入賞し自身1989年以来となる久々のポイントを獲得すると、第4戦スペイン・第5戦サンマリノと連続で5位に食い込み3戦連続入賞など状況が整えば速さが発揮できることを示した。ポイント獲得により後半戦は予備予選を免除され、全16戦中14戦を完走し、前年の最終戦からこの年のベルギーGPをエンジントラブルによりリタイアするまでの12レース連続完走も達成。7位完走が16戦中6回などあと一歩で入賞を逃す（当時は入賞ポイント獲得は6位まで）レースも多かったが、この年最も多くの周回数をこなしたF1ドライバーとなりその実力が再評価される。アルボレート自身ものちに「いま思うと、この年がコンペティティヴなドライバーとして僕の最後のシーズンだった。」と述べている。
夏頃にはいくつか翌年に向けてオファーが届きはじめる中、フットワークに残ることもできたが、アルボレートは「ジュゼッペ・ルッキーニから、来季フェラーリV12エンジンを載せるから来ないか、という話が来た。加えて、フェラーリ社長のルカ・ディ・モンテゼーモロも、僕がまたフェラーリエンジンで走れたらうれしいと言って後押ししてくれて、なびいてしまったんだ。フットワークに残るにしろ優勝を争えるわけではないので、それならイタリアンチームで戦ったほうが良いのではないかとその時は思ったんだ。結果は完全なる破錠に終わったけどね。」という理由で、スクーデリア・イタリア・フェラーリへの移籍を決断した。フットワークはアルボレートの後任として同年のSWCでプジョー・905をワールドチャンピオンに導いたデレック・ワーウィックと新たに契約することになった。

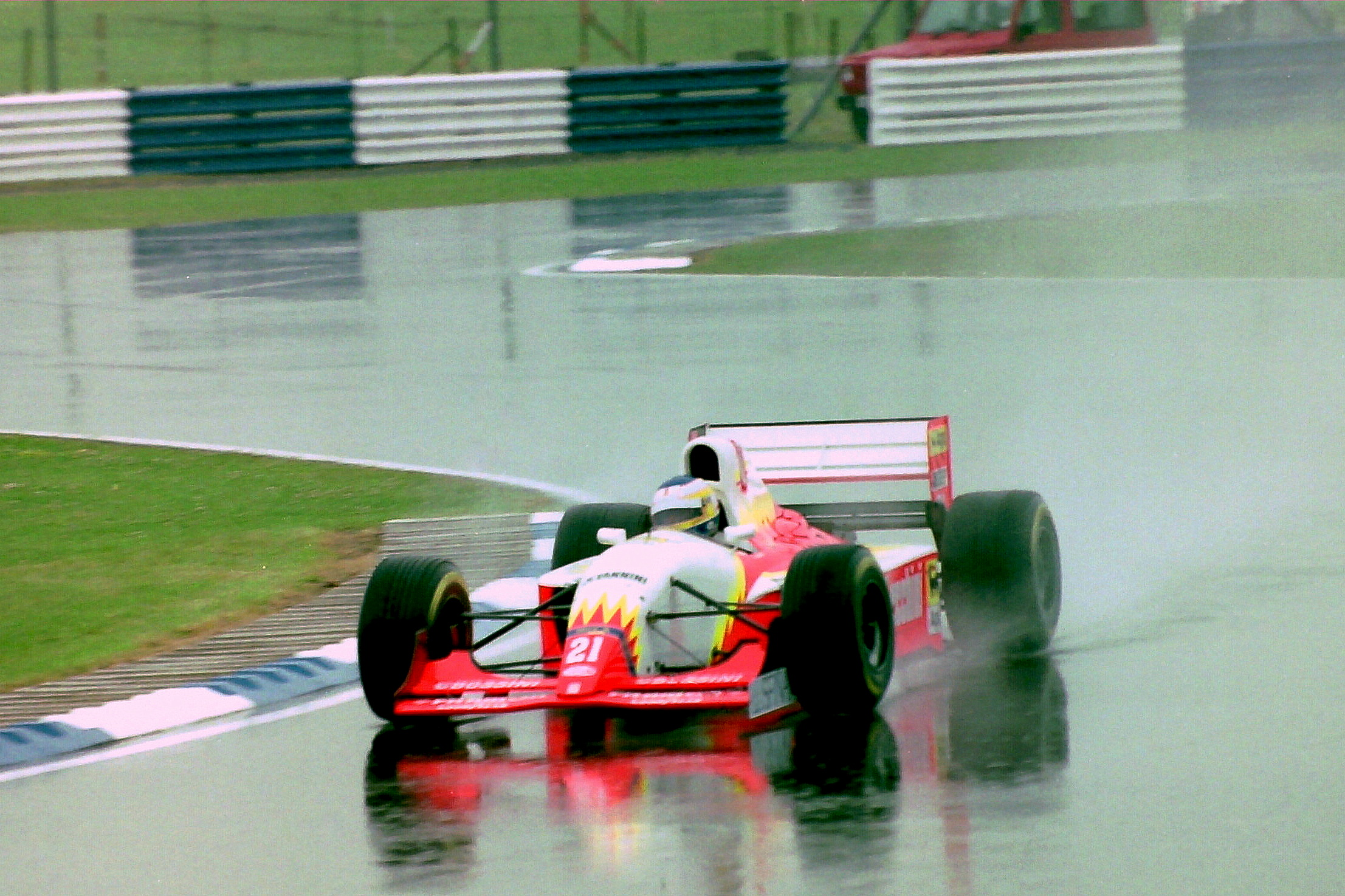
スクーデリアイタリア時代（1993年イギリスGP）

### スクーデリア・イタリア、ミナルディ時代、引退
1993年
BMSスクーデリア・イタリアにNo.1ドライバーとして移籍。チームメイトに前年F3000でチャンピオン争いをした新人ルカ・バドエルが加入し新旧イタリアンコンビとなった。しかしこの年チームが使用したローラ製シャシー「T93/30」はホイールベースが3030mmと長大すぎる欠点があり、予選通過にも苦しむ出来であった。搭載するフェラーリV12エンジンとのマッチングも最悪であった。本家フェラーリも大不振のシーズンであり「カスタマーエンジン」はそれに輪を掛けたようにパワーが無く、5回の予選落ちを喫し決勝での入賞は一度もないという屈辱の年となった。アルボレートはこのシーズンを「スクーデリア・イタリアには現場でリーダーシップを取れる人間が誰もいなかった。そのしわ寄せを最も受けたのはドライバーだった。フットワークに残れていた方がよかったね。」と振り返った。
シーズン終盤には同じく資金難にあえぎF1参戦危機となったミナルディとのチーム合併へ向けた作業が本格化し、第14戦ポルトガルGPでヨーロッパラウンドが終了すると、スクーデリア・イタリアは終盤2戦（日本・オーストラリア）の渡航費用を捻出できずF1から撤退したため、アルボレートも欠場となった。予選成績ではバドエルに対し6勝8敗であった。
同年シーズン終了後の11月、リカルド・パトレーゼと契約終了し翌年に向けてエースとなったミハエル・シューマッハのチームメイトを探していたトップ4チームの一角であるベネトンからテストドライブのオファーを受けた。12月13日からカタロニア・サーキットでベネトン・B193を4日にわたって走らせ、延べ222ラップを担当。ベネトンのオーナーであるイタリア出身のルチアーノ・ベネトンは、10年前にティレルを支援した時から旧知であるアルボレートの獲得を希望し、シューマッハも若いチームメイトではなく経験豊かなアルボレートの加入を強く推していた。この合同テストではJ.J.レートもオーディションとしてベネトンで走行しており、ベストラップ（アルボレート1分19秒77、レート1分18秒66）で1秒以上アルボレートを上回ったレートがベネトンに選ばれ、アルボレートはこのあと母国のミナルディと交渉することになった。また、ミカ・ハッキネンのパートナーが決定していなかったマクラーレンのロン・デニスとも交渉したという。
1994年

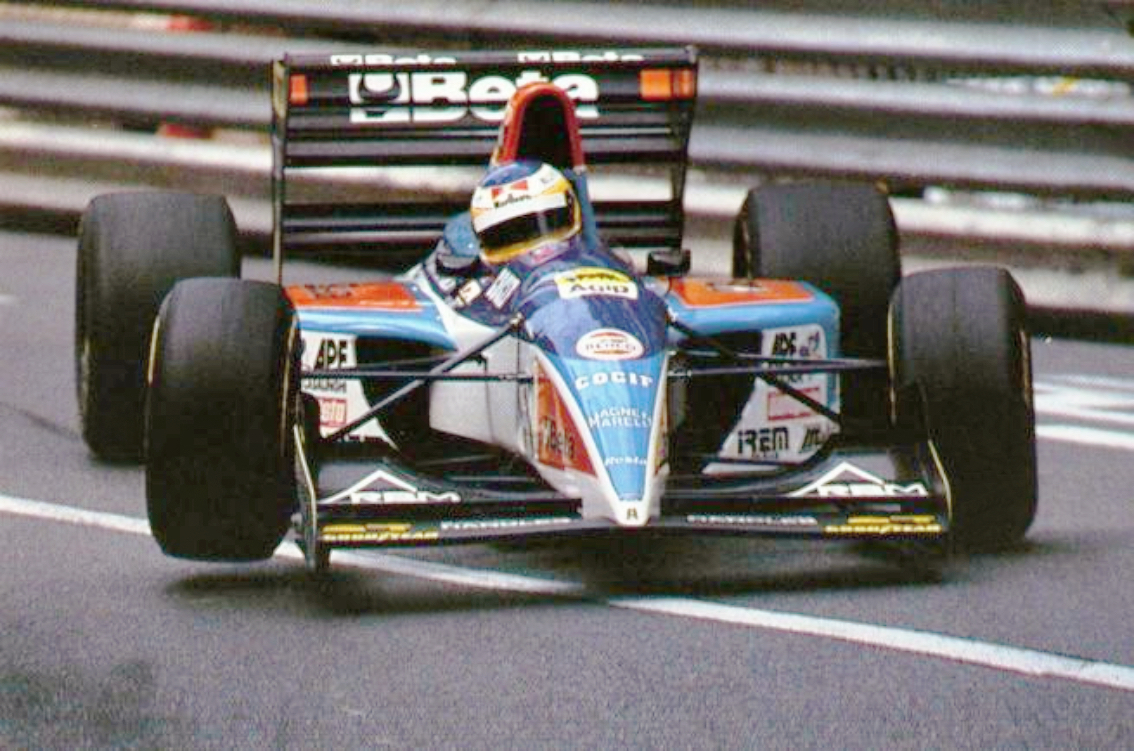
ミナルディ時代（1994年モナコGP）

トップチームのシートは得られず、前年所属したスクーデリア・イタリアと合併したミナルディから参戦することになった。ミナルディにはF2時代以来12年ぶりの帰還であった。ローランド・ラッツェンバーガーとアイルトン・セナの死亡事故が発生した第3戦サンマリノでは、決勝レース中にタイヤ交換を終了したアルボレートの後輪がピットアウト時にホイールごと外れてしまい、高速で転がったタイヤホイールが他チームのメカニックにぶつかったため複数の負傷者が出てしまった。この事故はそれまで無制限だったピットレーンでの制限速度規制をF1に導入するきっかけとなった。第4戦モナコではサバイバルレースを生き残り、6位入賞を果たす。しかし、夏場になるとミナルディ・M194に搭載のフォードHB・シリーズVIIエンジンにトラブルが続発し3戦連続リタイアなど完走率が低下。ハンガリーGPでは7位で完走したが終盤戦では目立った活躍は出来ず、この年でのF1引退をメディアにほのめかすようになった。F1を去る要因として、パシフィックGPやドイツGPでのスタート直後の多重クラッシュで赤旗が提示されずレースが続行されたことなど、F1のレース運営への強い不満があり、ドイツGPではクラッシュに巻き込まれていたため競技委員から状況説明のため呼び出されていたが、「無理にでもレースを強行させる連中に何を言っても無駄だ。」と怒りのコメントをして聴取を拒否し帰宅。この行為に執行猶予付きの出場停止処分が下されるなど、アルボレートとF1競技委員との関係が悪化していた。
F1最後のシーズンを終えた後でアルボレートは、「常々最後はミナルディで走りたいと思っていたんだ
。僕のレース人生が始まったのも、無名の僕を最初にフェラーリに紹介してくれたのもジャンカルロ・ミナルディなんだ。'94シーズン前は戦力の高いチームを諦めきれなくてベネトンやジョーダンとかなり接近したのは事実だけど、信頼できる友人であるジャンカルロの元でF1の幕を引けたのは良かったと思っている。F1以外の、ほかのおもしろそうな選択肢をじっくり考えてみるよ。F1の代替えになりうるのはDTMかな。」とコメント、ミナルディとの強い絆を述べている。

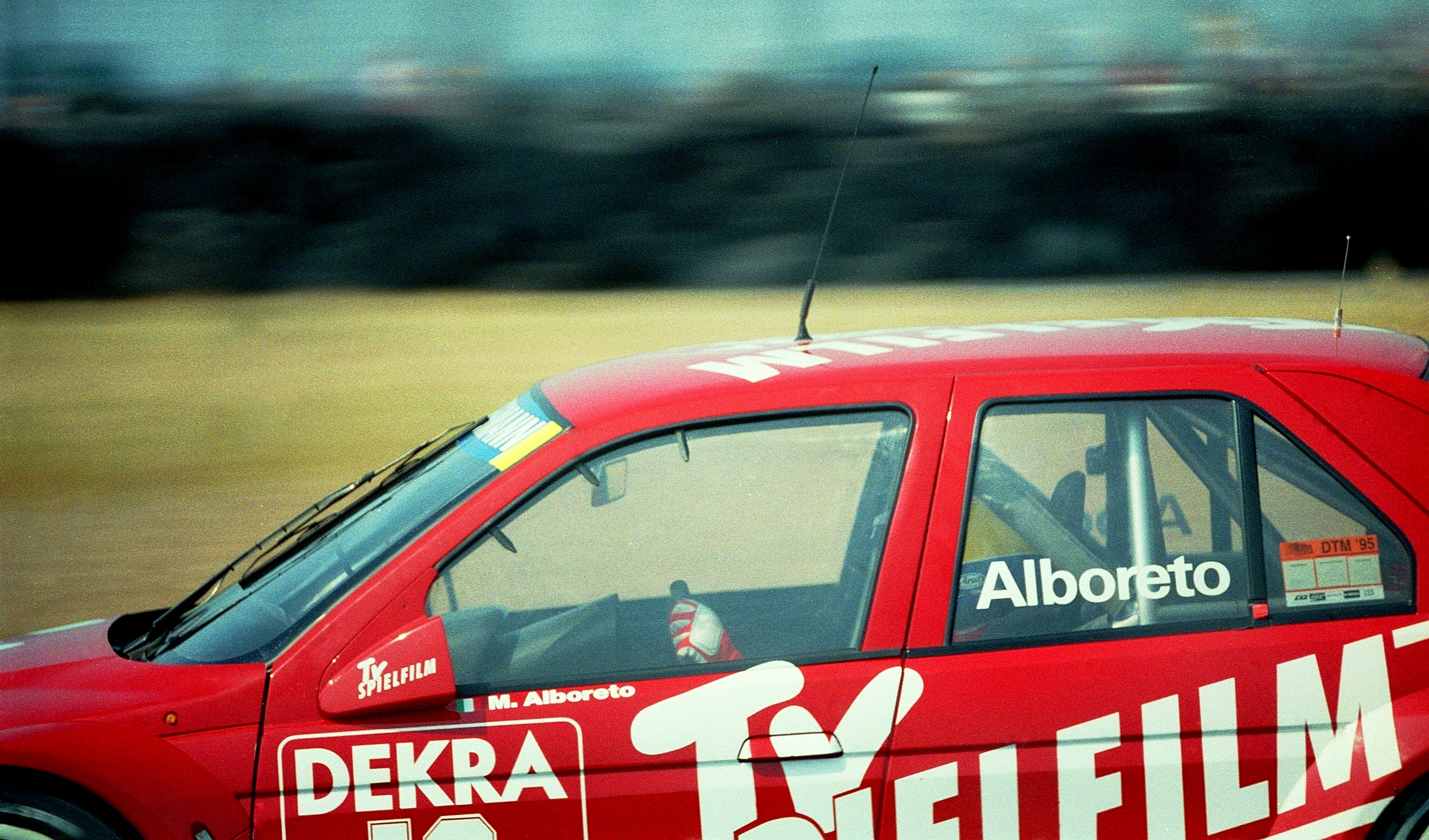
DTM時代（1995年）

### 事故死
1995年からドイツツーリングカー選手権（DTM）にアルファロメオ・155で参戦。インディ・レーシング・リーグ（IRL）やル・マン24時間レースなどにも参戦し、1997年のル・マン24時間耐久レースではトム・クリステンセン、ステファン・ヨハンソンと組み総合優勝に輝いた。
しかし2001年、ドイツのラウジッツリンクにてル・マン24時間耐久レースのために行っていたアウディ・R8のテスト走行中にタイヤがバーストしクラッシュ、ほぼ即死であった。44歳没。
事故の一報はF1スペイングランプリ開催ウィークだったカタロニア・サーキットのパドックにも伝えられ、ミカ・ハッキネン、ミハエル・シューマッハ、ルーベンス・バリチェロなど共にグランプリを戦ったドライバーがアルボレートへの追悼コメントを述べた。

## エピソード

### フォルツァ・ミケーレ
イタリア人ファンにとっては「イタリア人が運転するフェラーリが優勝する事」が唯一最大の願いであり、そのファンの中でもミケーレ・アルボレートはイタリア人ファンに愛された。これにはミケーレの不運な境遇、超一流のドライビングテクニックに対する同情・賞賛がある。そのため、イタリア国内で行われるF1グランプリにはティフォシと呼ばれるフェラーリ熱狂支持者が多数訪れるが、そのティフォシ達が絶叫する言葉は常に「フォルツァ・ミケーレ！（ミケーレ頑張れ！）」であったと言われている。

### テクニック
F1カーがまだマニュアルトランスミッション（MT）を採用していた1980年代、アルボレートは「世界一のシフトチェンジテクニックを持つドライバー」といわれていた。ジョン・バーナードを中心に開発を行っていたセミオートマチックトランスミッション（セミAT）搭載車フェラーリ・639には批判的な姿勢だった。
F1ドライバーとして自身がもっとも脂がのっていた時期とフェラーリ低迷期が重なったが、そのドライビングテクニックは所属ドライバーに厳しく、時に怒りさえあらわにするエンツォ・フェラーリも高く評価しており、アルボレートからもエンツォにマシンの問題点について常に要求し、お互いにプレッシャーをかけられる関係であったという。エンツォ存命時のフェラーリではエンツォ・フェラーリの前でマシンへの批判的コメントは禁句だったが、それが認められたのは他にはニキ・ラウダだけだった。

### ヘルメットカラー
愛用のヘルメットは青地に太い黄色の一本輪で、少年時代から尊敬していたF1ドライバー、ロニー・ピーターソンのヘルメットカラーをモチーフにしたデザインだった。ピーターソンが死去するクラッシュが発生した1978年イタリアグランプリの日も、会場であるモンツァを訪れており人目をはばからず泣いたという。1986年にはピーターソンのトレードマークであったバイザー上部にヒサシ付のヘルメットを使用した。

### 2代目フライング・ミラン（空飛ぶミラノ人）
1984年の活躍により、「アルベルト・アスカリの再来」と呼ばれ一躍人気者になったアルボレートだが、その彼もアスカリ同様、出身地がミラノであることから、アスカリと同じく「フライング・ミラン」とニックネームを付けられた。
余談だが、これまたアスカリ同様アルボレートも典型的な先行逃げ切り型タイプであり、1度トップに立つ（またはポールポジションを獲得する）とその後はその座を守り続けて優勝というパターンが多かった。

### エンツォからの寵愛
フェラーリ入りを決めたのは、自身がイタリア人であることだけでなく、エンツォ・フェラーリから寵愛を受けたことだという。事実、エンツォは、妻と子どもの居たアルボレートに、4シーターにカスタムしたフェラーリの市販車をプレゼントしたという。しかし、1988年にエンツォの容態が悪化し死去すると、成績もベルガーに先行される事が増えていたアルボレートは後ろ盾を失い、同年限りでフェラーリからの放出が決まったが、それをチームから正式に告げられた時も「それほど悲しくはなかった。わたしはエンツォ・フェラーリあってのフェラーリ・ドライバーだったし、彼がいなければフェラーリに残る理由が無い。イタリア人レーサーにとってF1でフェラーリをドライブすることは人生で最高の出来事だった。素晴らしい日々だった。将来、フェラーリがワールドチャンピオンシップを獲得するのを願ってやまないよ。いまはマクラーレンやウイリアムズが強すぎるからすぐには無理だろうけど、1994年頃になるかな。」とコメントしフェラーリを去った。

### 人物
非常に義理堅い人物であった。フェラーリで活躍していた1987年当時、モンツァ近くにあるボロボロのホテルに入る所を川井一仁と今宮純が目撃。アルボレートはこのホテルにわざわざご飯を食べに来たのだと言う。ホテルの女性オーナーも「あらミケーレ！よく来たわね！」と喜んでおり、アルボレートはジュニア・フォーミュラ若手時代より世話になったホテルとの縁を大事にしていたのだった。
フェラーリ所属最終年となった1988年の夏には、翌1989年に向けて複数チームからオファーがあったが、他のチームのオファーは断り（フェラーリ移籍が決まったナイジェル・マンセルと入れ替わる形で）ウィリアムズとの交渉に一本化し、最終段階まで進んでいたが土壇場でウィリアムズ側から一方的に破棄された（ウィリアムズと新たにエンジン供給契約をしたフランスのルノーエンジン搭載に不可欠であったフランス語を話せるティエリー・ブーツェンを起用することが優先され、チームがリカルド・パトレーゼの残留を選択したため）。アルボレートは「イタリアGP前にウィリアムズがパトレーゼとブーツェンの起用を正式発表した時、ただただ驚いた。その瞬間から僕は酷い苦境に立たされた。来年ウィリアムズに乗ることは決まったと信じていたから、イタリアGPまでの2か月間他チームとは全く交渉を絶っていた。突然乗るマシンが無くなってしまったなんて」とその時の心境を吐露している。夏にアルボレートにNo.1ドライバー待遇でオファーをしていた他のチーム（ブラバム、オニクスなど）は既に別のドライバーで席を埋めており、このためアルボレートはまだ空席を残していたが大口スポンサーを失い資金面で苦しい状況の古巣・ティレルと契約した。
1989年のティレルでは、開幕時にチームスポンサーが無く、アルボレートが個人的に支援を受けていたマールボロたばこからの資金も重要なものだったが、6月カナダGP終了後にオーナーのケン・ティレルからアルボレートに電話が入り「チームは今週からキャメルがスポンサーについてくれることになった。今後もティレルで走りたいなら、君とマールボロとの契約はすぐに破棄してほしい」との内容だった。アルボレートは「僕は84年以後今までマールボロから大きな支援を受けてきた。ケンはそれを知ったうえで今季僕と契約しておいて、今回事前に何の相談も無く一方的にこんな電話をしてきて、こういうやり方に僕は大いに気分を害している」とコメント。アルボレートがマールボロブランドを持つフィリップモリス社に事の顛末を報告すると、マールボロの担当者は「君のキャリア継続に重要なことだから、スポンサーフィーを返したりしなくて良いし、何も気にせずキャメルカラーのマシンに乗っていいよ」と寛大な言葉を掛けられたが、これを聞いたアルボレートは自分が身を引くべきと考えティレルを離れた。こうして一度はF1シートを喪失したが、1ヵ月後、結果的にキャメルの支援を受けるラルースへと加入することになった。
1993年オフにはベネトンの空席シートをかけてJ.J.レートと同じ合同テストに参加する状況となり、トップチームのシートを争うライバルとなったが、同テスト中にまだ若いレートに話し掛けマシンについてディスカッションをし、走行後取材では「僕も彼も十分に速いってことはもう誰もが知ってると思う。どちらが選ばれるかはチームの判断で、それはチームに任せるよ」と話し友好的な関係を築いていた。

### 趣味
趣味は「F1でレースすること」と公言し、フェラーリを離れて以後、他カテゴリーの好条件のオファーがあっても、低迷するチーム状況で不遇にあってもF1でレースすることにこだわって走り続けた。不遇でも明るさは失わず、1993年にナイジェル・マンセルがインディカーに転向した際にインディ仕様のローラ・シャシー「T93/00」に乗り優勝するなど好走を見せ、自身がドライブするF1用のローラ・シャシー「T93/30」はF1最下位に低迷する状況をして「僕はもう、インディドライバーと呼ばれているよ」とジョークを言っていた。また、1993年オフのベネトンテスト（前述）後にベネトンのシートを得られなかったら?との質問にも「ベネトンのテストドライバー就任は全く考えていない、僕はF1でレースがしたいんだ。F1ドライバーとしてまだまだ良い仕事ができると思っている。テスト走行でのF1ドライブも好きだけど、レースがしたいね」とコメントし、レギュラーシートを求めてミナルディに移籍した。
プライベートでは読書も趣味であった。

### 死後
フェラーリを去った後も「エンツォの寵愛を受けた最後のドライバー」として、ティフォシ達に敬愛、尊敬されていたアルボレートは死後に行われたF1グランプリのスタンドで、その死を悼んだティフォシによって喪章を付けたカバリーノ・ランパンテのフラッグを掲げ、ミケーレコールが行われた。また、1985年西ドイツGPで果たした優勝は、30年以上が経過した2020年時点でも『フェラーリで優勝した最後のイタリア人ドライバー』の記録となっている。
没後20年となった2021年イタリアグランプリにて、モンツァ・サーキットの最終コーナー「パラボリカ」の名称が、アルボレートに敬意を表し「クルヴァ・アルボレート」と名付けられたことが発表された。夫人や家族、F1グループの最高経営責任者（CEO）ステファノ・ドメニカリも式典に参加し、アルボレートにあらためて敬意が示された。

## レース戦績

### ヨーロッパ・フォーミュラ3選手権
| 年     | チーム           | シャシ      | エンジン       | タイヤ | 1      | 2     | 3      | 4       | 5     | 6     | 7     | 8     | 9       | 10    | 11    | 12      | 13    | 14    | 順位 | ポイント |
| ------ | ---------------- | ----------- | -------------- | ------ | ------ | ----- | ------ | ------- | ----- | ----- | ----- | ----- | ------- | ----- | ----- | ------- | ----- | ----- | ---- | -------- |
| 1979年 | ユーロレーシング | マーチ・793 | トヨタ・2T-G   | G      | VLL 12 | ÖST 5 | ZOL 2  | MAG 18  | DON   | ZAN   | PER 4 | MNZ 3 | KNU     | KIN   | JAR   | KAS     |       |       | 6位  | 19       |
| 1980年 | ユーロレーシング | マーチ・803 | アルファロメオ | G      | NÜR 3  | ÖST 1 | ZOL 11 | MAG DSQ | ZAN 4 | LAC 1 | MUG 2 | MNZ 1 | MIS Ret | KNU 4 | SIL 3 | JAR Ret | KAS 1 | ZOL 3 | 1位  | 60       |

### ヨーロッパ・フォーミュラ2選手権
| 年     | チーム             | シャーシ               | エンジン   | タイヤ | 1      | 2     | 3       | 4     | 5       | 6      | 7       | 8     | 9     | 10  | 11    | 12  | 順位 | ポイント |
| ------ | ------------------ | ---------------------- | ---------- | ------ | ------ | ----- | ------- | ----- | ------- | ------ | ------- | ----- | ----- | --- | ----- | --- | ---- | -------- |
| 1981年 | チーム・ミナルディ | ミナルディ・フライ 281 | BMW・M12/7 | P      | SIL 11 | HOC 8 | THR Ret | NÜR 8 | VAL Ret | MUG 14 | PAU Ret | PER 3 | SPA 8 | DON | MIS 1 | MAN | 8位  | 13       |

### F1
| 年     | 所属チーム                     | シャシー  | 1       | 2       | 3       | 4       | 5       | 6       | 7       | 8       | 9       | 10      | 11       | 12      | 13      | 14       | 15      | 16       | WDC       | ポイント |
| ------ | ------------------------------ | --------- | ------- | ------- | ------- | ------- | ------- | ------- | ------- | ------- | ------- | ------- | -------- | ------- | ------- | -------- | ------- | -------- | --------- | -------- |
| 1981年 | ティレル                       | 010       | USW     | BRA     | ARG     | SMR Ret | BEL 12  | MON Ret | ESP DNQ | FRA 16  | GBR Ret | GER DNQ | AUT Ret  |         |         |          |         |          | NC (27位) | 0        |
| 1981年 | ティレル                       | 011       |         |         |         |         |         |         |         |         |         |         |          | NED 9   | ITA Ret | CAN 11   | CPL 13  |          | NC (27位) | 0        |
| 1982年 | ティレル                       | 011       | RSA 7   | BRA 4   | USW 4   | SMR 3   | BEL Ret | MON 10  | DET Ret | CAN Ret | NED 7   | GBR NC  | FRA 6    | GER 4   | AUT Ret | SUI 7    | ITA 5   | CPL 1    | 8位       | 25       |
| 1983年 | ティレル                       | 011       | BRA Ret | USW 9   | FRA 8   | SMR Ret | MON Ret | BEL 14  | DET 1   | CAN 8   | GBR 13  | GER Ret | AUT Ret  |         |         |          |         |          | 12位      | 10       |
| 1983年 | ティレル                       | 012       |         |         |         |         |         |         |         |         |         |         |          | NED 6   | ITA Ret | EUR Ret  | RSA Ret |          | 12位      | 10       |
| 1984年 | フェラーリ                     | 126C4     | BRA Ret | RSA 11  | BEL 1   | SMR Ret | FRA Ret | MON 6‡  | CAN Ret | DET Ret | DAL Ret | GBR 5   | GER Ret  | AUT 3   | NED Ret | ITA 2    | EUR 2   | POR 4    | 4位       | 30.5     |
| 1985年 | フェラーリ                     | 156/85    | BRA 2   | POR 2   | SMR Ret | MON 2   | CAN 1   | DET 3   | FRA Ret | GBR 2   | GER 1   | AUT 3   | NED 4    | ITA 13  | BEL Ret | EUR Ret  | RSA Ret | AUS Ret  | 2位       | 53       |
| 1986年 | フェラーリ                     | F1/86     | BRA Ret | ESP Ret | SMR 10  | MON Ret | BEL 4   | CAN 8   | DET 4   | FRA 8   | GBR Ret | GER Ret | HUN Ret  | AUT 2   | ITA Ret | POR 5    | MEX Ret | AUS Ret  | 9位       | 14       |
| 1987年 | フェラーリ                     | F1/87     | BRA 8   | SMR 3   | BEL Ret | MON 3   | DET Ret | FRA Ret | GBR Ret | GER Ret | HUN Ret | AUT Ret | ITA Ret  | POR Ret | ESP 15  | MEX Ret  | JPN 4   | AUS 2    | 7位       | 17       |
| 1988年 | フェラーリ                     | F1/87/88C | BRA 5   | SMR 18  | MON 3   | MEX 4   | CAN Ret | DET Ret | FRA 3   | GBR 17  | GER 4   | HUN Ret | BEL Ret  | ITA 2   | POR 5   | ESP Ret  | JPN 11  | AUS Ret  | 5位       | 24       |
| 1989年 | ティレル                       | 017B      | BRA 10  |         |         |         |         |         |         |         |         |         |          |         |         |          |         |          | 11位      | 6        |
| 1989年 | ティレル                       | 018       |         | SMR DNQ | MON 5   | MEX 3   | USA Ret | CAN Ret | FRA     | GBR     |         |         |          |         |         |          |         |          | 11位      | 6        |
| 1989年 | ローラ／ラルース               | LC89      |         |         |         |         |         |         |         |         | GER Ret | HUN Ret | BEL Ret  | ITA Ret | POR 11  | ESP DNPQ | JPN DNQ | AUS DNPQ | 11位      | 6        |
| 1990年 | フットワーク (アロウズ)        | A11B      | USA 10  | BRA Ret | SMR DNQ | MON DNQ | CAN Ret | MEX 17  | FRA 10  | GBR Ret | GER Ret | HUN 12  | BEL 13   | ITA 12  | POR 9   | ESP 10   | JPN Ret | AUS DNQ  | NC (24位) | 0        |
| 1991年 | フットワーク (アロウズ)        | A11C      | USA Ret | BRA DNQ | SMR DNQ |         |         |         |         |         |         |         |          |         |         |          |         |          | NC (35位) | 0        |
| 1991年 | フットワーク (アロウズ)        | FA12      |         |         |         | MON Ret | CAN Ret | MEX Ret |         |         |         |         |          |         |         |          |         |          | NC (35位) | 0        |
| 1991年 | フットワーク (アロウズ)        | FA12C     |         |         |         |         |         |         | FRA Ret | GBR Ret | GER DNQ | HUN DNQ | BEL DNPQ | ITA DNQ | POR 15  | ESP Ret  | JPN DNQ | AUS 13   | NC (35位) | 0        |
| 1992年 | フットワーク (アロウズ)        | FA13      | RSA 10  | MEX 13  | BRA 6   | ESP 5   | SMR 5   | MON 7   | CAN 7   | FRA 7   | GBR 7   | GER 9   | HUN 7    | BEL Ret | ITA 7   | POR 6    | JPN 15  | AUS Ret  | 10位      | 6        |
| 1993年 | ローラ／スクーデリア・イタリア | T93/30    | RSA Ret | BRA 11  | EUR 11  | SMR DNQ | ESP DNQ | MON Ret | CAN DNQ | FRA DNQ | GBR DNQ | GER 16  | HUN Ret  | BEL 14  | ITA Ret | POR Ret  | JPN     | AUS      | NC (29位) | 0        |
| 1994年 | ミナルディ                     | M193B     | BRA Ret | PAC Ret | SMR Ret | MON 6   | ESP Ret |         |         |         |         |         |          |         |         |          |         |          | 24位      | 1        |
| 1994年 | ミナルディ                     | M194      |         |         |         |         |         | CAN 11  | FRA Ret | GBR Ret | GER Ret | HUN 7   | BEL 9    | ITA Ret | POR 13  | EUR 14   | JPN Ret | AUS Ret  | 24位      | 1        |

- 太字はポールポジション、斜字はファステストラップ。(key)
- ‡ : ハーフポイント。レース周回数が75%未満で終了したため、得点が半分となる。

### ル・マン24時間レース
| 年     | チーム                            | コ・ドライバー                                | 使用車両                       | クラス | 周回数 | 総合順位 | クラス順位 |
| ------ | --------------------------------- | --------------------------------------------- | ------------------------------ | ------ | ------ | -------- | ---------- |
| 1981年 | マルティーニ・レーシング          | エディ・チーバー カルロ・ファセット           | ランチア・ベータ・モンテカルロ | Gr.5   | 322    | 8位      | 2位        |
| 1982年 | マルティーニ・レーシング          | テオ・ファビ ロルフ・シュトメレン             | ランチア・LC1                  | C      | 92     | DNF      | DNF        |
| 1983年 | マルティーニ・レーシング          | ピエルカルロ・ギンザーニ ハンス・ヘイヤー     | ランチア・LC2                  | C      | 121    | DNF      | DNF        |
| 1996年 | ヨースト・レーシング              | ディディアー・セイス ピエルルイジ・マルティニ | ポルシェ・WSC95                | LMP1   | 300    | DNF      | DNF        |
| 1997年 | ヨースト・レーシング              | ステファン・ヨハンソン トム・クリステンセン   | ポルシェ・WSC95                | LMP    | 361    | 1位      | 1位        |
| 1998年 | ポルシェ AG                       | ヤニック・ダルマス ステファン・ヨハンソン     | ポルシェ・911 GT1-98           | LMP1   | 107    | DNF      | DNF        |
| 1999年 | アウディ スポーツ チーム ヨースト | リナルド・カペッロ ローレン・アイエロ         | アウディ・R8R                  | LMP    | 346    | 4位      | 3位        |
| 2000年 | アウディ スポーツ チーム ヨースト | リナルド・カペッロ クリスチャン・アプト       | アウディ・R8                   | LMP900 | 365    | 3位      | 3位        |

### ドイツツーリングカー選手権
| 年     | チーム                       | 使用車両                  | 1        | 2       | 3        | 4       | 5        | 6         | 7        | 8        | 9        | 10        | 11        | 12        | 13       | 14       | 順位 | ポイント |
| ------ | ---------------------------- | ------------------------- | -------- | ------- | -------- | ------- | -------- | --------- | -------- | -------- | -------- | --------- | --------- | --------- | -------- | -------- | ---- | -------- |
| 1995年 | シューベル・エンジニアリング | アルファロメオ・155 V6 TI | HOC 1 15 | HOC 2 7 | AVU 1 12 | AVU 2 8 | NOR 1 14 | NOR 2 Ret | DIE 1 11 | DIE 2 11 | NÜR 1 13 | NÜR 2 Ret | SIN 1 Ret | SIN 2 DNS | HOC 1 16 | HOC 2 15 | 22位 | 4        |

### 国際ツーリングカー選手権
| 年     | チーム                       | 使用車両                  | 1         | 2         | 3         | 4         | 5         | 6        | 7         | 8         | 9         | 10        | 順位 | ポイント |
| ------ | ---------------------------- | ------------------------- | --------- | --------- | --------- | --------- | --------- | -------- | --------- | --------- | --------- | --------- | ---- | -------- |
| 1995年 | シューベル・エンジニアリング | アルファロメオ・155 V6 TI | MUG 1 Ret | MUG 2 DNS | HEL 1 Ret | HEL 2 Ret | DON 1 Ret | DON 2 17 | EST 1 Ret | EST 2 DNS | MAG 1 DNS | MAG 2 Ret | 28位 | 0        |

### アメリカン・オープンホイール

#### インディ・レーシング・リーグ
| シーズン | チーム       | シャーシ        | No. | エンジン                    | 1     | 2     | 3       | 4   | 5    | 6   | 7   | 8   | 9   | 10  | Pos. | Pts | Ref    |
| -------- | ------------ | --------------- | --- | --------------------------- | ----- | ----- | ------- | --- | ---- | --- | --- | --- | --- | --- | ---- | --- | ------ |
| 1996     | Team Scandia | ローラ・T95/00  | 33  | フォード コスワース・XB V8t | WDW 4 | PHX 8 |         |     |      |     |     |     |     |     | 11位 | 189 | [ 34 ] |
| 1996     | Team Scandia | レイナード・95i | 33  | フォード コスワース・XB V8t |       |       | INDY 30 |     |      |     |     |     |     |     | 11位 | 189 | [ 34 ] |
| 1996–97  | Team Scandia | レイナード・95i | 33  | フォード コスワース・XB V8t | NHA 3 | LVS 5 | WDW     | PHX | INDY | TXS | PPR | CLT | NHA | LVS | 32位 | 62  | [ 35 ] |

| シーズン | 所属チーム数 | レース数 | ポール | 優勝 | 表彰台 (Non-win) | Top10s (Non-podium) | インディ500 優勝 | 選手権タイトル |
| -------- | ------------ | -------- | ------ | ---- | ---------------- | ------------------- | ---------------- | -------------- |
| 2        | 1            | 5        | 0      | 0    | 1                | 3                   | 0                | 0              |

### インディ500
| 年     | シャシー        | エンジン                 | スタート | フィニッシュ | チーム               |
| ------ | --------------- | ------------------------ | -------- | ------------ | -------------------- |
| 1996年 | レイナード・95I | フォード・コスワース・XB | 12       | 30           | チーム・スカンディア |